# Sân bay Fagernes, Leirin
Sân bay Fagernes, Leirin (IATA: VDB, ICAO: ENFG) (tiếng Na Uy: Fagernes lufthavn, Leirin) là một sân bay ở Na Uy, phục vụ Fagernes và các thung lũng xung quanh Valdres, Hallingdal và Gudbrandsdal. Sân bay này được khai trương năm 1987, thuộc sở hữu và vận hành của Avinor. Sân bay này nằm ở độ cao 829 m, là sân bay ở độ cao nhất Bắc Âu.
Sau khi Sân bay Geilo, Dagali đóng cửa, lượng khách đến sân bay này, đặc biệt là khách quốc tế bay thuê bao đến sân bay này đã tăng. Naă 2005, tổng cộng có 17.722 lượt khách sử dụng sân bay này, trong đó có 4485 khách bay theo chuyến thuê bao.

## Thường lệ
- Air Norway (Aalborg, Oslo và Trondheim)

### Bay thuê bao mùa Đông
Mùa Đông 2007/08:
- SAS (London-Gatwick, London-Heathrow)
- Brussels Airlines (Copenhagen)
- Centre-Avia (Moskva)